# Michael Kast
Michael Martín Kast Schindele (Thalkirchdorf, Baviera, 2 de abril de 1924-Buin, 9 de mayo de 2014) fue un emigrante alemán en Chile, soldado de la Wehrmacht hasta 1945, empresario del rubro de las cecinas desde 1962 y colaborador de la dictadura militar de Augusto Pinochet, además de ser el patriarca de la familia Kast en Chile. 
Tras la derrota de la Alemania nazi y con el fin de la Segunda Guerra Mundial, se instaló en Chile durante el gobierno de Gabriel González Videla, donde varios de sus descendientes han tenido papeles importantes en la derecha y extrema derecha chilena, como Miguel Kast, José Antonio Kast, Felipe Kast y Pablo Kast.

## Primeros años
Michael Kast Schindele nació en Thalkirchdorf, un pequeño pueblo en el estado alemán de Baviera, el 2 de abril de 1924. Su padre era de Ulm y en 1893 creó una fábrica de leche en polvo en Wiedemannsdorf, Oberstaufen, siendo uno de los tres productores en Alemania de dicho producto recién descubierto.

## Segunda Guerra Mundial
Cuando tenía 18 años, Kast y sus otros ocho hermanos se unieron al ejército alemán, con Kast sirviendo como parte de su servicio militar obligatorio. En el Archivo Federal de Alemania se registra un carnet de inscripción al Partido Nacionalsocialista Obrero el 1 de septiembre de 1942. De sus ocho hermanos que lucharon en la Segunda Guerra Mundial, él y otros dos fueron los únicos supervivientes.
Durante la Segunda Guerra Mundial, fue primero desplegado para luchar en Francia en 1942, después contra la Unión Soviética en 1943 hasta 1944 durante la batalla de Korsun-Cherkasy. Kast subió en el rango militar para terminar siendo un lugarteniente por su esfuerzo. En 1944, Kast fue desplegado a Italia para defender la Línea Gótica en los Apeninos, siendo capturado por una unidad estadounidense en Trento cuando los nazis se rindieron frente a las fuerzas Aliadas. En abril de 1945, Michael Kast huyó de la custodia militar durante un cambio de guardia y escapó a Baviera a pie utilizando las denominadas rutas de ratas.

## Vida en Chile
En Baviera, Kast conoció a su futura esposa, María Kreszencia Olga Rist Hagspiel (1924–2015), con quien se casó en 1946. Empezó a usar una identidad falsa en 1947 durante el proceso de desnazificación; solicitó un certificado de desnazificación el cual fue rechazado por los oficiales correspondientes, aunque luego un prosecutor quemó los archivos que validaban y certificaban su afiliación con el nazismo, utilizando en cambio unos papeles falsos de oficial de la Cruz Roja. Posterior a esto, se trasladó hacia Argentina y posteriormente a Chile con ayuda del Vaticano.
Llegó a Chile en diciembre de 1950 con la ayuda del ex-oficial alemán en Chile Erik Wünsch, quien le ayudó a obtener la visa; posteriormente a esto se asentó en Buin, una comuna dentro de la Región Metropolitana de Santiago. Su mujer, Olga Rist Hagspiel, junto con sus hijos Michael y Barbara, llegaron a Chile tiempo después. En Buin fundó la fábrica de cecinas  Bavaria en 1962, actualmente propiedad de su hijo Christian Kast Rist.
Durante las décadas de 1980 y 1990 fue condecorado por la Municipalidad de Buin (1985), la Cámara de Comercio de Buin (1989) y Carabineros de Buin (1992). Kast también ayudó en la construcción de seis iglesias en la comuna; debido a esto, una rama de bomberos en Buin lleva su nombre, llamada «Brigada Juvenil Miguel Kast». En 1995, le fue concedida la ciudadanía chilena.
Murió el 10 de mayo de 2014, a la edad de 90 años por causas naturales. Su funeral se realizó en la Iglesia Santos Ángeles Custodios al día siguiente.

## Controversias
Kast estuvo involucrado en la Segunda Guerra Mundial y la dictadura militar de Augusto Pinochet por lo que ha sido tema de controversia.

### Implicación en la Alemania Nacionalsocialista

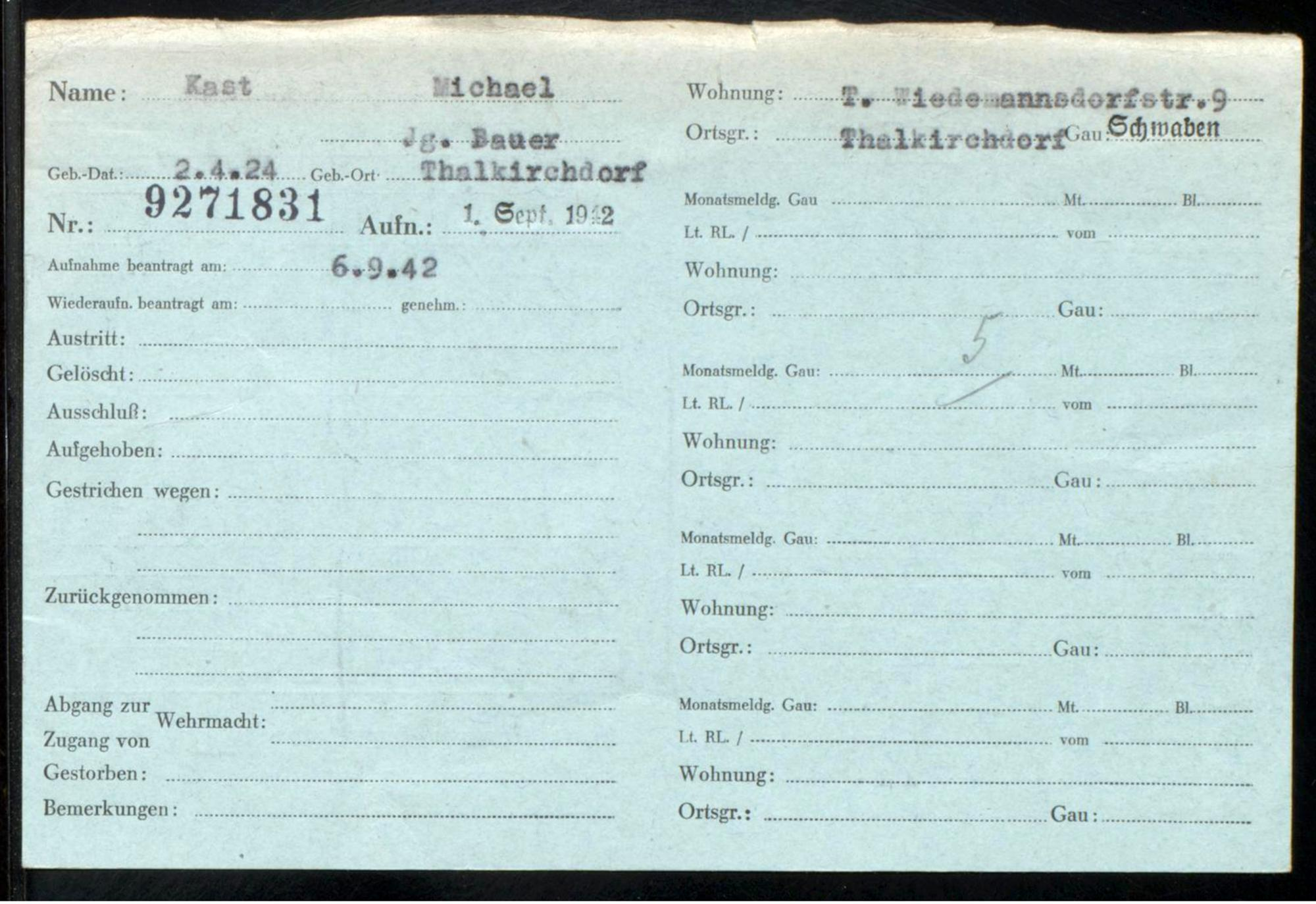
Tarjeta de afiliación de Michael Kast al Partido Nacionalsocialista de 1942

Los periodistas Javier Rebolledo y Nancy Guzmán llamaron a Kast como nazi en su libro de 2015 A la sombra de los cuervos. Uno de sus hijos, José Antonio Kast, rechazó este apelativo en un artículo escrito para The Clinic, donde alegó que su padre no cometió delitos de guerra durante su tiempo en el ejército alemán, y que en sus años postreros solía visitar Alemania sin cualquier clase de persecución policial. José Antonio Kast ha también negado públicamente que su padre era un nazi, aduciendo que el servicio militar de su padre fue de carácter obligatorio.
A pesar de esto, en 2021, Gabriel Boric, adversario de José Antonio Kast en las elecciones presidenciales de 2021, acusó a José Antonio Kast de ser un «hipócrita en materia de migración», al señalar que: «migrar es un derecho y a veces también es una tragedia. Tu mismo padre fue un inmigrante después de haber combatido en el ejército nazi». Después de esto, el periodista e investigador Mauricio Weibel reveló que Michael Kast efectivamente fue miembro del Partido Nacional Socialista Obrero Alemán al descubrirse la ficha de afiliación certificada que respalda aquello.
Se desconocen las razones que llegaron a Michael Kast a afiliarse al NSDAP. Según su esposa Olga Rist, se habría afiliado tras ser convencido por un sargento que le mencionó que, si lo hacía, sería enviado a la península de Crimea y no a la batalla de Stalingrado. Su hijo José Antonio, con relación a la afiliación de su padre, declaró:

Más allá de lo que diga un papel hace 50 años, mi padre, yo y toda nuestra familia aborrecemos a los nazis.

### Implicación en la dictadura de Pinochet
Rebolledo y Guzmán también escribieron que Michael Kast (junto con su hijo Miguel) estuvieron asociados con la Central Nacional de Informaciones en la dictadura de Pinochet, participando en la captura y desaparición forzada de Pedro Vargas, un obrero de la fábrica de cecinas de Michael Kast en Paine.
José Antonio Kast indicó que era imposible que su padre esté implicado en dicha desaparición, debido a que el padre de Vargas, Bernabé, y su hermano, Jorge, se habían mantenido trabajando en la fábrica de cecinas después de la desaparición de Pedro Vargas.

## Vida personal
Michael Kast tuvo 10 hijos (2 nacidos en Alemania y 8 en Chile), aproximadamente 50 nietos, y aproximadamente 20 bisnietos. Dos hijas suyas murieron en su juventud; Mónica en su niñez, al ahogarse en una acequia cercana a la parcela familiar, y Bárbara en su adolescencia, en un accidente automovilístico  y Miguel Kast, el primogénito de la familia y que desempeñó un rol activo en la política nacional durante la dictadura militar, murió de cáncer, a la edad de 34 años. Los hijos y nietos que le sobreviven se han desempeñado como empresarios y han tenido cargos importantes en la política chilena, sirviendo como diputados, senadores o ministros.